# 대륙회의
대륙회의(大陸會議, Continental Congress)는 영국 본국의 고압적인 식민지 경영에 북아메리카 13주 자치 의식이 높아지면서 1774년부터 개최한 회의다. 각 식민지 대표가 참석하였다. 제1차 대륙회의와 제2차 대륙회의가 있다.  미국 독립 승인 후 연합회의(1781년 -1789년)로 발전하지만, 이 연합회의를 포함하여 대륙회의라고 총칭할 수 있다.

## 제1차 대륙회의

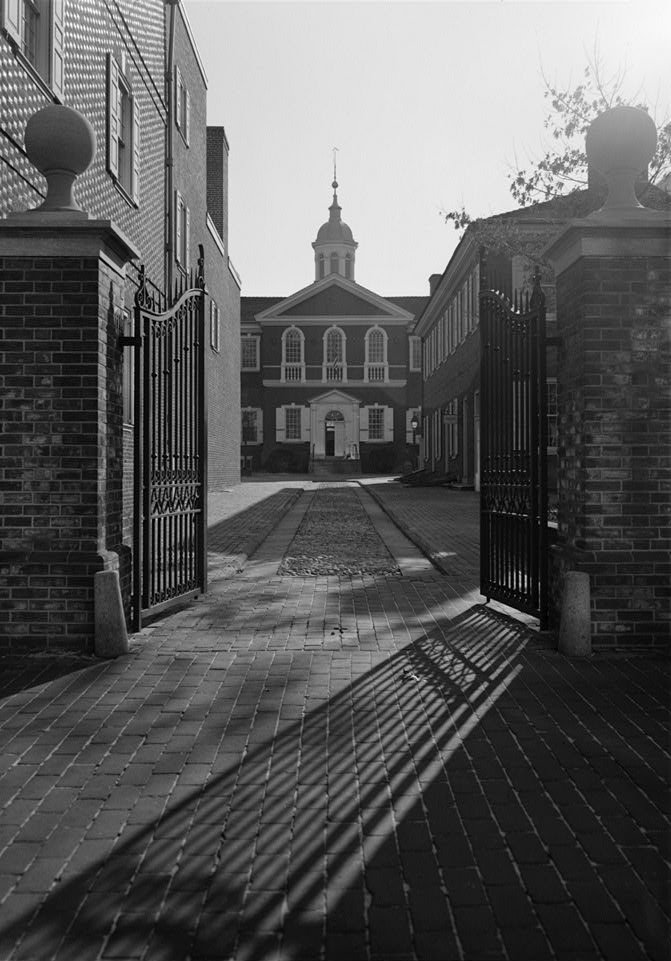
카펜터스 홀

제1차 대륙 회의(First Continental Congress)는 영국의 북아메리카 13개 식민지 중 12개 의회가 임명한 대표 56명 회의체다. 1774년에 개최했다. 조지아 식민지만 대표를 보내지 않았다. 조지아는 당시 가장 늦게 만들었고 규모가 가장 작았던 식민지이며, 인디언과 전투로 불안정한 상황을 타개하기 위해 영국의 도움이 절실했기 때문에 대표를 파견하지 않았다

### 배경
악명이 자자했던 〈인지세법〉에 맞서 식민지 개척민들에 의해 개최된 인지세법 회의와 마찬가지로 제1차 대륙회의는 주로 〈참을 수 없는 법〉을 논의하기 위해 열린 회의이다. 회의는 영구통신위원회를 통해 기획되었다. 모임 장소로는 식민지의 중심에 있으며, 대표적인 도시 중 하나인 펜실베니아 연방의 필라델피아에 있는 카펜터스 홀로 정해 졌다.

### 회의
회의는 1774년 9월 5일부터 10월 26일까지 개최되었다. 페이튼 랜돌프가 진행을 맡았다. 헨리 미들이 10월 22일부터 끝까지 대륙 회의 의장이 되었다. 펜실베니아 ‘자유의 아들들’의 지도자였던 찰스 톰슨이 서기관이 되었다. 톰슨은 연합회의가 해산되고 미국 의회가 성립될 때까지 장관을 계속했다.

### 갤러웨이의 단결 방안
버지니아의 패트릭 헨리는 이미 식민지 정부가 해체된 것으로 생각하고 새로운 통치 체제를 요구했다. 펜실베니아 대표 조셉 갤러웨이는 영국과의 화해를 촉구했다. 갤러웨이는 어느 정도의 권위를 가진 미국의 회의체를 설립하고 영국의 정책 실행은 그 회의체의 동의를 받아야 한다는 단결 방안을 제안했다. 존 재이와 에드워드 러틀엣지 등 보수파는 갤러웨이의 제안을 지지했다. 갤러웨이는 이후 미국 왕당파로 참가하게 되었다.

### 성과
회의에서는 두 가지 중요한 성과를 얻었다. 첫 번째는 10월 20일에 연대 결의를 만든 것이다. 결의는 “그 해 12월 1일부터 영국 제품을 보이콧 하고 또한 수출도 중지한다”라는 식민지 사이의 맹약(동맹 약관)을 담았다. 서인도 제도는 영국 상품의 수입 중단에 동의하지 않으면 상품을 보이콧 하겠다는 으름장을 놓기로 했다. 보이콧은 실시되었고, 1775년 영국으로부터의 수입액은 이전 해의 3%까지 떨어졌다. 약관의 실행을 위해 모니터링 검사위원회가 각 식민지에 만들어졌다. 이 규정은 뉴욕을 제외하고 참여한 모든 식민지 의회에서 승인되었다.
〈참을 수 없는 법〉이 철회되지 않으면, 1775년 9월 10일 이후, 영국에 수출을 중지할 수도 있다고 엄포를 놓았다. 보이콧은 성공했지만, 미국 독립 전쟁 발발로 영국이 식민지 정책을 바꿀 때까지 영국의 태도는 유연해 지지 않았다.
두 번째 성과는 제2차 대륙회의를 1775년 5월 10일부터 개최하기로 한 것이다. 제1차 대륙회의에 대표를 보낸 식민지 외에 퀘벡, 프린스 에드워드 섬, 노바 스코샤, 조지아, 동플로리다, 서플로리다에도 초대장을 보냈다. 1차 참가 지역 외 초대장을 보낸 거의 모든 지역이 제2차 대륙회의의 시작 초기에는 대표를 보내지 않았지만, 조지아 식민지는 7월에 대표를 참여시켰다.

## 제2차 대륙회의
제2차 대륙회의는 1775년 5월 10일 필라델피아에서 1781년 3월 1일까지 개최된 미국 13개 식민지의 대표자 회의이다. 제2차 대륙회의가 열리기 전에, 1775년 4월 19일의 ‘렉싱턴 콩코드 전투’로 미국 독립 전쟁의 포문은 열려 있었다.
매사추세츠 출신의 존 핸콕이 의장으로 선임되었다. 회의는 훨씬 강력한 적과의 전쟁에 직면하여 군사동맹의 결정 주체가 될 수밖에 없었다. 처음 3개월은 손발도 잘 안맞고, 협조도 되지 않는 싸움이 되었다. 무기고를 점령하고 영국 장교를 추방하고, 보스턴 시에서 영국군을 포위했다. 1775년 6월 14일, 영국군에 대항하기 위해 식민지군이 결성되어 조지 워싱턴 장군이 다음날 총 지휘관에 임명되었다. 7월 6일, 13개 식민지에서 무기를 들고 봉기할 논거와 필요성을 언급 〈대의의 선언〉을 승인했다. 7월 8일, 화해의 시도로 올리브 가지 청원서가 영국 왕에게 보내졌지만, 영국 왕 조지 3세는 수령을 거부했다. 실리어스 딘이 프랑스에 대륙회의의 공사로 파견되었다. 미국의 항구는 〈항해법〉을 무시하고 개항하였다.
대륙 회의는 식민지를 통치하는 명백한 법적 권한을 가지고 있지 않았지만, 대사 지명, 조약 체결, 군대 조직, 장군의 지명, 유럽에서 부채 차입 지폐 발행(통화는 컨티넨탈이라고 했다), 자본 지출 등 한 국가의 정부의 모든 기능을 맡았다. 회의는 세금 부과 권한을 가지고 있지 않았지만, 전쟁 수행을 위해서는 자금, 물자 및 군대를 각 연방에 요구할 필요가 있었다. 어떤 연방은 종종 이 요청을 무시했다.
대륙 회의는 1776년 영국에 독립을 선언하는 방향으로 움직이기 시작했지만, 많은 대의원은 그런 행동을 하는 것에 대해 출신 연방 정부에서 권한을 부여받지 못했다. 의회에서 독립을 옹호하는 사람들은 망설이는 연방 정부의 대의원에게 지침을 바꾸도록 촉구하거나 독립을 승인하려 하지 않는 연방정부 자체를 교체하려는 움직임까지 있었다. 1776년 5월 10일, 적절한(즉 혁명) 정부가 없는 식민지는 그런 정부를 형성해야 한다고 권장하는 결의안을 통과시켰다. 5월 15일, 존 애덤스가 초안한 더 급진적인 서문이 결의에 추가되었고, 권한을 영국에서 얻고 있는 식민지 정부가 영국의 지배에 대한 충성과 억제의 맹세를 포기하도록 조언했다. 같은 날 버지니아 식민지 회의는 필라델피아에 있는 대의원들에게 독립 선언, 외국과의 동맹체결 및 각 연방의 연합을 촉구하는 결의안을 제안하도록 지시했다. 독립결의안은 혁명파의 사람들이 출신 연방정부의 독립 지지를 얻어내기까지 여러 주가 걸렸다. 1776년 6월 7일, 리처드 헨리 리가 식민지 독립을 선언하려는 대륙회의에 결의안을 제출했다. 그는 외국과의 공고한 동맹을 체결해야 한다고 촉구하고, 새로운 독립 주 연합계획을 마련해야 한다고 촉구했다. 그는 “독립만이 외국과의 동맹을 체결할 수 있는 유일한 방법이며, 영국의 식민지로 남아있는 이상은 어떤 유럽 국가도 관심을 가지지 않을 것”이라고 주장했다. 《리 결의안》으로 알려진 실제 독립 결의안은 7월 2일에 통과되었다. 의회는 이어 이 결의의 공식적인 해석에 주의를 했고, 〈미국독립선언〉이 7월 4일에 채택된 후 곧바로 간행되었다. 미국독립선언은 8월 2일에 서명되었다.
대륙 회의는 영국군이 미국의 첫 번째 수도가 된 필라델피아를 점령했기 때문에, 1777년 9월말에 필라델피아를 떠나 요크에 이주하여 운영을 계속했다.
그후 1년 이상에 걸친 논의 끝에 1777년 11월 17일, ‘델로스 동맹’에 비견되는 〈연합규약〉을 통과시켜 각 연방 비준을 위해 송부시켰다. 문제는 큰 연방이 발언권을 원했던 반면, 전제 정치를 두려워한 작은 연방이 이를 무효화시킨 것이었다. 토머스 제퍼슨이 제안한 상원은 각 연방을 대표하고, 하원은 각 주민을 대표하는 안은 부결됐다. (유사한 제안 후 미국 헌법에 채택되었다.) 작은 연방의 주장대로 각 연방이 각각 1표를 얻었다. 대륙회의는 이 규약을 각 주에서도 최대한 빨리 비준하도록 재촉했지만, 모든 주에서 비준을 마칠 때까지 3년 반의 시간이 걸렸다. 13개 연방 중 버지니아 연방 의회가 1777년 [12월 16일]에 연합규약을 비준한 첫 번째 연방이었고, 메릴랜드 연방의 경우 1781년 2월 2일에 비준하여 마지막 연방이 되었다. 이전에도 임시 의회는 빚을 발행해, 과세 권한이 없는 상태로 새로운 나라를 이끌고 전쟁을 수행하는 역할을 맡았다.
결국 연합규약은 1781년 3월 1일 제2차 대륙 회의 장소에서 메릴랜드 연방 대의원에 의한 서명으로 비준 완료가 선언되었다. 대륙 회의는 해산되었고, 다음날 같은 멤버로 연합회의가 대표체를 물러받았다. 사학자 에드먼드 바넷은 “어떤 새로운 조직도, 새로운 의장 선거조차도  없었다”고 밝혔다. 이것이 미국 독립 전쟁을 종결시키는 의회가 되었다.

## 같이 보기
- 미국 독립 혁명
- 미국 독립 전쟁
- 미국 건국의 아버지